# Стенссон, Даниэль
Даниэль Том Джон Стенссон (швед. Daniel Tom John Stensson; род. 24 марта 1997, Стокгольм) — шведский футболист, полузащитник клуба «Сундсвалль».

## Клубная карьера
На молодёжном уровне выступал за стокгольмские «Юргорден» и «Броммапойкарну». В составе последней 3 апреля 2015 года дебютировал в Суперэттане в игре с «Эстерсундом», появившись на поле в стартовом составе. В феврале 2016 года подписал с клубом новый контракт, рассчитанный на два года. Сезон 2017 года провёл на правах аренды в «Ассириске».
В январе 2018 года перешёл в итальянский «Местре», выступающий в Серии C, подписав с командой соглашение на полтора года. Первую игру в иностранном клубе провёл 11 апреля против «Реджаны», выйдя на замену в середине второго тайма. За время, проведённое в Италии, сыграл только четыре официальные игры.
В феврале 2019 года вернулся на родину, заключив контракт с «Акрополисом». Спустя год, в январе 2020, перешёл по трёхлетнему соглашению в «Далькурд», но провёл в клубе всего один сезон.
17 января 2021 года стал игроком «Сундсвалля», подписав контракт на ближайшие три года. Впервые в футболке нового клуба сыграл 20 февраля 2021 года в матче группового этапа кубка страны с «Норрчёпингом», заменив в перерыве Никласа Дальстрёма. По итогам сезона вместе с клубом занял вторую строчку в Суперэттане и завоевал право выступать в Алльсвенскане. Дебютировал в чемпионате страны 3 апреля 2022 года в игре первого тура с «Сириусом», выйдя на поле в стартовом составе и уступив место на 87-й минуте Пае Пичке.

## Достижения
Сундсвалль:
- Серебряный призёр Суперэттана: 2021

## Клубная статистика
| Выступление            | Выступление      | Выступление      | Лига | Лига | Кубки | Кубки | Конт. кубки | Конт. кубки | Разное | Разное | Итого | Итого |
| Клуб                   | Лига             | Сезон            | Игры | Голы | Игры  | Голы  | Игры        | Голы        | Игры   | Голы   | Игры  | Голы  |
| ---------------------- | ---------------- | ---------------- | ---- | ---- | ----- | ----- | ----------- | ----------- | ------ | ------ | ----- | ----- |
| Броммапойкарна         | Суперэттан       | 2015             | 19   | 0    | 4     | 0     | 0           | 0           | 0      | 0      | 23    | 0     |
| Броммапойкарна         | Дивизион 1       | 2016             | 11   | 0    | 3     | 0     | 0           | 0           | 0      | 0      | 14    | 0     |
| Броммапойкарна         | Итого            | Итого            | 30   | 0    | 7     | 0     | 0           | 0           | 0      | 0      | 37    | 0     |
| → Ассириска Фёренинген | Дивизион 1       | 2017             | 24   | 2    | 0     | 0     | 0           | 0           | 0      | 0      | 24    | 2     |
| → Ассириска Фёренинген | Итого            | Итого            | 24   | 2    | 0     | 0     | 0           | 0           | 0      | 0      | 24    | 2     |
| Местре                 | Серия C          | 2017/18          | 4    | 0    | 0     | 0     | 0           | 0           | 0      | 0      | 4     | 0     |
| Местре                 | Итого            | Итого            | 4    | 0    | 0     | 0     | 0           | 0           | 0      | 0      | 4     | 0     |
| Акрополис              | Дивизион 1       | 2019             | 23   | 2    | 2     | 0     | 0           | 0           | 0      | 0      | 25    | 2     |
| Акрополис              | Итого            | Итого            | 23   | 2    | 2     | 0     | 0           | 0           | 0      | 0      | 25    | 2     |
| Далькурд               | Суперэттан       | 2020             | 24   | 0    | 3     | 1     | 0           | 0           | 1      | 0      | 28    | 1     |
| Далькурд               | Итого            | Итого            | 24   | 0    | 3     | 1     | 0           | 0           | 1      | 0      | 28    | 1     |
| Сундсвалль             | Суперэттан       | 2021             | 23   | 0    | 3     | 1     | 0           | 0           | 0      | 0      | 26    | 1     |
| Сундсвалль             | Алльсвенскан     | 2022             | 7    | 1    | 1     | 0     | 0           | 0           | 0      | 0      | 8     | 1     |
| Сундсвалль             | Итого            | Итого            | 30   | 1    | 4     | 1     | 0           | 0           | 0      | 0      | 34    | 2     |
| Всего за карьеру       | Всего за карьеру | Всего за карьеру | 135  | 5    | 16    | 2     | 0           | 0           | 1      | 0      | 152   | 7     |